# Ítalo
Ítalo, pseudonimo di Ítalo Fernando Assis Gonçalves (Salvador, 18 febbraio 2002), è un calciatore brasiliano, difensore dell'Ural.

## Carriera
Cresciuto nel settore giovanile del Figueirense, debutta in prima squadra il 25 febbraio 2021, in occasione dell'incontro del Campionato Catarinense pareggiato per 0-0 contro il Metropolitano; l'anno successivo viene ceduto al São Bernardo. Il 7 settembre 2022 viene acquistato dal Santa Clara, firmando un contratto quadriennale.

## Statistiche

### Presenze e reti nei club
Statistiche aggiornate al 4 febbraio 2023.
| Stagione        | Squadra         | Campionato      | Campionato | Campionato | Coppe nazionali | Coppe nazionali | Coppe nazionali | Coppe continentali | Coppe continentali | Coppe continentali | Altre coppe | Altre coppe | Altre coppe | Totale | Totale |
| Stagione        | Squadra         | Comp            | Pres       | Reti       | Comp            | Pres            | Reti            | Comp               | Pres               | Reti               | Comp        | Pres        | Reti        | Pres   | Reti   |
| --------------- | --------------- | --------------- | ---------- | ---------- | --------------- | --------------- | --------------- | ------------------ | ------------------ | ------------------ | ----------- | ----------- | ----------- | ------ | ------ |
| 2021            | Figueirense     | PD/SC+C         | 5+5        | 0          | CB              | 0               | 0               |                    | -                  | -                  |             | -           | -           | 10     | 0      |
| gen.-set. 2022  | São Bernardo    | A1/SP+D         | 4+18       | 0          |                 | -               | -               |                    | -                  | -                  |             | -           | -           | 22     | 0      |
| set. 2022-2023  | Santa Clara     | PL              | 5          | 0          | CP+CdL          | 0+2             | 0               |                    | -                  | -                  |             | -           | -           | 7      | 0      |
| Totale carriera | Totale carriera | Totale carriera | 37         | 0          |                 | 2               | 0               |                    | -                  | -                  |             | -           | -           | 39     | 0      |

## Palmarès

### Club

#### Competizioni statali
- Copa Santa Catarina: 1

Figueirense: 2021